# Liaobei
Liaobei – dawna chińska prowincja, istniejąca w latach 1945-1949 na obszarze Mandżurii.
Została utworzona po likwidacji marionetkowego państwa Mandżukuo w 1945 roku. Jej stolicą było miasto Liaoyuan. Powierzchnia prowincji wynosiła ok. 120 tys. km², zaś liczba ludności ponad 4,6 mln.
W 1949 roku prowincja została zlikwidowana; jej terytorium podzielono między prowincje Liaoxi, Jilin i region autonomiczny Mongolia Wewnętrzna.